# Zeegat (Hulst)
Zeegat is een buurtschap in de gemeente Hulst, in de Nederlandse provincie Zeeland. De in de regio Zeeuws-Vlaanderen gelegen buurtschap bevindt zich ten noorden van Clinge en ten westen van Statenboom in de Kieldrechtpolders. Zeegat ligt aan de Kijkuitstraat ten zuiden de kruising met de Kielweg. De buurtschap bestaat uit een tiental huizen. De naam Zeegat stamt uit de tijd van Tachtigjarige Oorlog toen door inundaties De Grote Geule ten zuiden van Kieldrecht via de kreek Zestig Voet en de Graauwse Kreek in verbinding stond met de Westerschelde.
De postcode van de buurtschap is 4567, de postcode van Clinge.

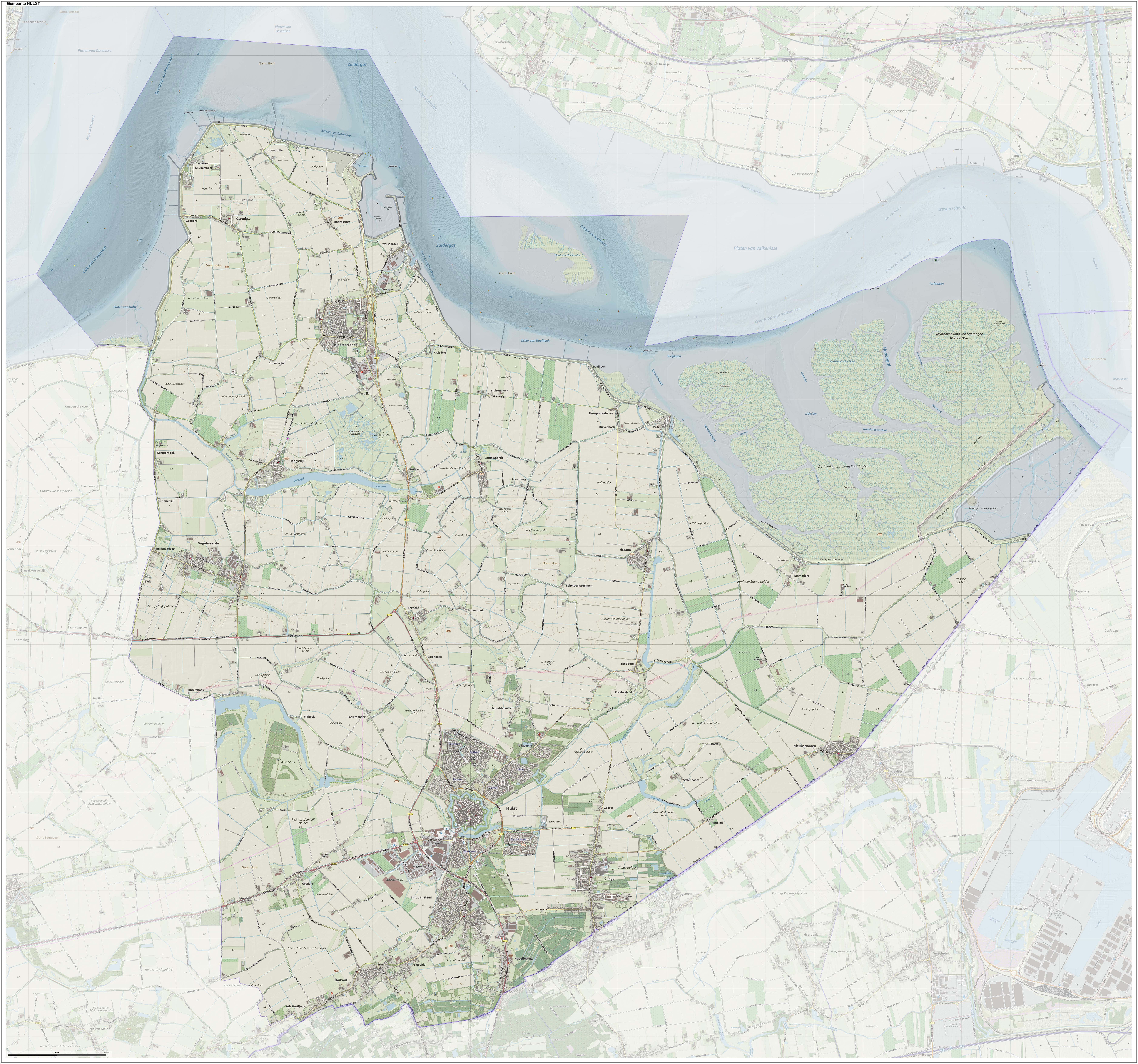
kaart uit 2015 met Zeegat aangegeven.

Stad: Hulst

Dorpen: Clinge · Graauw · Heikant · Hengstdijk · Kapellebrug · Kloosterzande · Kuitaart · Lamswaarde · Nieuw-Namen · Ossenisse · Sint Jansteen · Terhole · Vogelwaarde · Walsoorden

Buurtschappen: Absdale · Baalhoek · Boschkapelle · Catalijnenweg · Delft · Drie Hoefijzers · Duivenhoek · De Eek · Emmadorp · Fluitershoek · Groenendijk · Halfeind · Hoefkesdijk · Hoek en Bosch · 't Hoekje · 't Jagertje · Kalverdijk · Kampen · Kamperhoek · Keizerrijk · De Knapaf/Droogedijk · Knuitershoek · Koelewei · Koningsdijk · De Kraai · Krabbenhoek · Kreverhille · Kruisdorp · Kruispolderhaven · Kruisweg · Het Lammetje · Luntershoek · Margret · Margretschedijk · Molenhoek · Molenhoek · Muggenhoek (deels) · Noordstraat · Het Oliekot · Oostdijk · Ossenhoek · Oude Kaai · Oudemolen · Oude Stoof · Paal · Patrijzendijk · Patrijzenhoek · Pauluspolder · Perkpolder · Prosperdorp · De Rape · Roskam · Roverberg · Ruischendegat · Rustwat · Saswijk · Schapershoek · Scheldevaartshoek · Schuddebeurs · Sluis/Drie Gezusters · Statenboom · Stoppeldijk (Rapenburg) · Stoppeldijkveer (deels) · Strooienstad · Tasdijk · Tivoli · Tragel · Verkorting · Vijfhoek · Vogelfort · Walenhoek · Zandberg · Zeedorp · Zeegat

Historische plaatsen: Boerenmagazijn · Eekenissepolder · Klein Kuitaart · Vitshoek

Zeeland: Steden en dorpen in Zeeland      Nederland: Provincies · Gemeenten